# Татарський Менеуз
Тата́рський Менеу́з (рос. Татарский Менеуз, башк. Татар Мәнәүезе) — присілок у складі Ілішевського району Башкортостану, Росія. Входить до складу Базітамацької сільської ради.
Населення — 156 осіб (2010; 172 у 2002).
Національний склад:
- башкири — 94 %

У присілку народився Герой Соціалістичної праці Зіннатуллін Ріфкат Зіннатуллінович (1928-2005).